# Cyprian Broodbank
Cyprian Broodbank (né le 26 décembre 1964) est un archéologue et universitaire britannique, spécialiste de l'Âge du bronze méditerranéen. De 2010 à 2014, il a été professeur d'archéologie à l'University College de Londres. Depuis octobre 2014, il est professeur d'archéologie Disney à l'Université de Cambridge et directeur du McDonald Institute for Archaeological Research,.

## Jeunesse et formation
Cyprian Broodbank est né le 26 décembre 1964. Il étudie l'histoire moderne à l'Université d'Oxford et obtient en 1986 un Bachelor of Arts (BA). Il étudie ensuite pour un Master of Arts (MA) en préhistoire égéenne et anatolienne à l'Université de Bristol, obtenant son diplôme en 1987. Il prépare un doctorat (PhD) à la Faculté des lettres classiques de l'université de Cambridge, qu'il obtient en 1996, sous la direction de John F. Cherry (en), avec une thèse intitulée This small world the great: an island archaeology of the early Cyclades (Ce petit monde le grand : une archéologie insulaire des Cyclades anciennes).

## Carrière académique
Cyprian Broodbank commence sa carrière universitaire en tant que chercheur junior à l'University College d'Oxford, de 1991 à 1993. En 1993, il rejoint l'University College de Londres en tant que chargé de cours en archéologie égéenne à l'Institut d'archéologie. Il est promu maître de conférences en 2001 et lecteur en 2009. Il est chercheur invité au All Souls College d'Oxford en 2005. En octobre 2010, il est nommé professeur d'archéologie méditerranéenne.
En novembre 2013, il est élu au poste de professeur Disney d'archéologie à l'Université de Cambridge. Il prend ses fonctions en octobre 2014,. De plus, il est directeur du McDonald Institute for Archaeological Research et professeur titulaire du Gonville and Caius College de Cambridge.

## Prix et honneurs
Cyprian Broodbank reçoit le James R. Wiseman Book Award 2003 de l'Institut archéologique américain pour sa monographie An Island Archaeology of the Early Cyclades (Cambridge University Press, 2001). Il reçoit également le prix Runciman 2001 de la Ligue anglo-hellénique pour la monographie. Sa monographie The Making of the Middle Sea: A History of the Mediterranean from the Beginning to the Emergence of the Classical World (Thames and Hudson. 2013) est décrite comme une « publication phare » .
Le 11 octobre 2007, Broodbank est élu Fellow de la Society of Antiquaries (FSA). En 2014, il reçoit le prix Wolfson d'histoire pour son livre The Making of the Middle Sea,. Le 16 juillet 2015, il est élu membre de la British Academy (FBA),.